# 堀内裕之
堀内 裕之（ほりうち ひろゆき、1962年3月21日 - ）は、日本の実業家。科研製薬株式会社の代表取締役社長。

## 来歴
大阪府大阪市出身。
1984年に近畿大学理工学部を卒業し、科研製薬に入社した。
以後、執行役員（2015年7月）、医薬営業部長（2016年4月）、取締役（2016年6月）、営業本部長（2017年4月）、 常務取締役（2018年6月）を歴任した。
2020年3月、6月下旬の株主総会後に代表取締役社長に就任することが発表される。